# Хваннейри
Хваннейри (исл. Hvanneyri [ˈkʰvanːˌeiːrɪ], слушатьо файле; дословно — «дягилева коса») — небольшой город в муниципалитете Боргарбигд (исл. Borgarbyggð) сислы Мира на западе Исландии.

## География
Город Хваннейри расположен на западном побережье Исландии, на левом берегу Боргар-фьорда, в муниципалитете Боргарбигд региона Вестюрланд, приблизительно в 70 километрах севернее столицы страны Рейкьявика. Из Рейкьявика город можно достичь, двигаясь по окружной дороге (№ 1), преодолев мост, переброшенный через фьорд (2-й по величине в Исландии, длиной в 520 метров). Численность населения Хваннейри составляет 251 человек (на 1 декабря 2014 года) из них 134 мужчины и 117 женщин .

## История и описание
Первопоселенец и управляющий на одном из прибывших в Исландию кораблей, Гримюр Тоуриссон из Хельгеланн (исл. Grímur háleyski Þórisson), получил в дар от Егиля Скадльгримссона (исл. Egils Skallagrímssonar) земли между Андакилсау (исл. Andakílsá) и Гримсау. Гримюр поселился там, построил свою усадьбу и в дальнейшем он и его потомки использовали полученные 60 акров земли исключительно для ведения сельского хозяйства. Примерно в 1200 году название усадьбы Хваннейри появляется в реестре епископа Паля Йонссона, где уточняется размер приходской платы с данного землевладения . В датированной 1257 годом епархиальной описи церковного имущества имеется упоминание церкви в Хваннейри, которая была освящена в честь Девы Марии, апостола Петра, епископов Томаса и Мартейна.

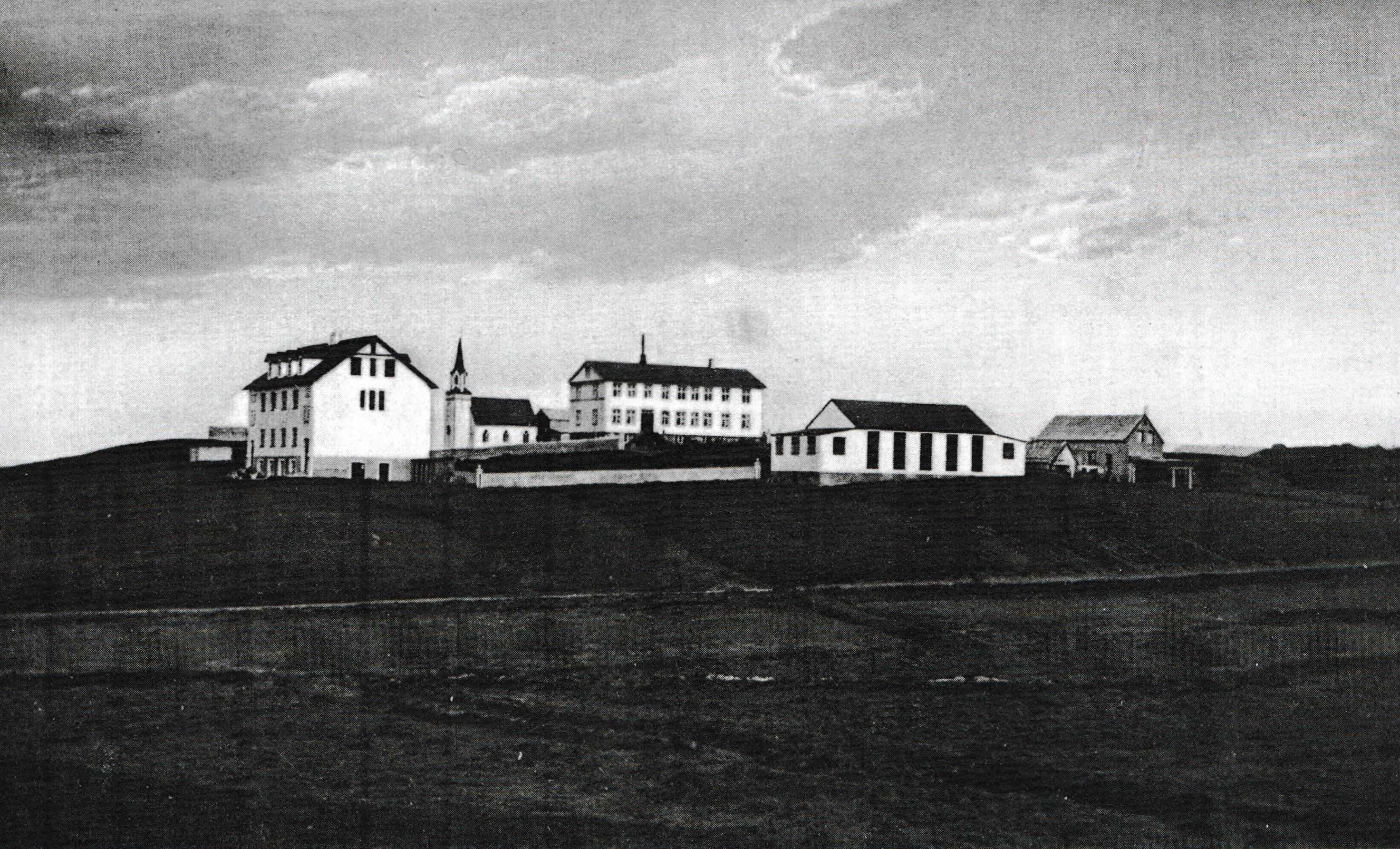
Вид на город Хваннейри, 1912 год

Хваннейри со всех сторон окружены обширными осоковыми лугами, расположенными в пойме реки Квитау (исл. Hvítá). Эти луга были главным плюсом Хваннейри и сыграли роль в выборе места для строительства Сельскохозяйственного училища (в настоящее время – Сельскохозяйственный Университет Исландии)
Церковь, часть жилых зданий, студенческие общежития и старые строения Сельскохозяйственного университета находятся на нижней стороне склона горы Хабнафетль, поэтому они хорошо видны через Боргарфьорд, а снизу располагаются пойменные реки Квитау. Новые здания университета, молочно-промышленного колледжа, национальной ассоциации фермеров производителей молока и других связанных с сельским хозяйством предприятий расположены  в западной части  склона. Там также расположены  средняя школа Андакилсскоули (исл. Andakílsskóli) и детский сад Андабайр (исл. Andabær) .

## Достопримечательности
В городе расположена Хваннейраркиркья (исл. Hvanneyrarkirkja  — церковь дягилевой косы) — лютеранская церковь, которая внесена в список охраняемых зданий региона Вестюрланд. Здание церкви расположено на юго-западе холма Хабнафетль, примыкающему к реке Гримсау (исл. Grímsá). На сегодняшний день церковь и прилегающая к ней территория принадлежат сельскохозяйственному университету Исландии. 
Старое здание церкви была разрушена штормом 14 ноября 1902 года, а её обломки были разбросаны недалеко от того места, где позже восстановили церковь. Современное здание церкви было построено в 1905 году.

## Галерея

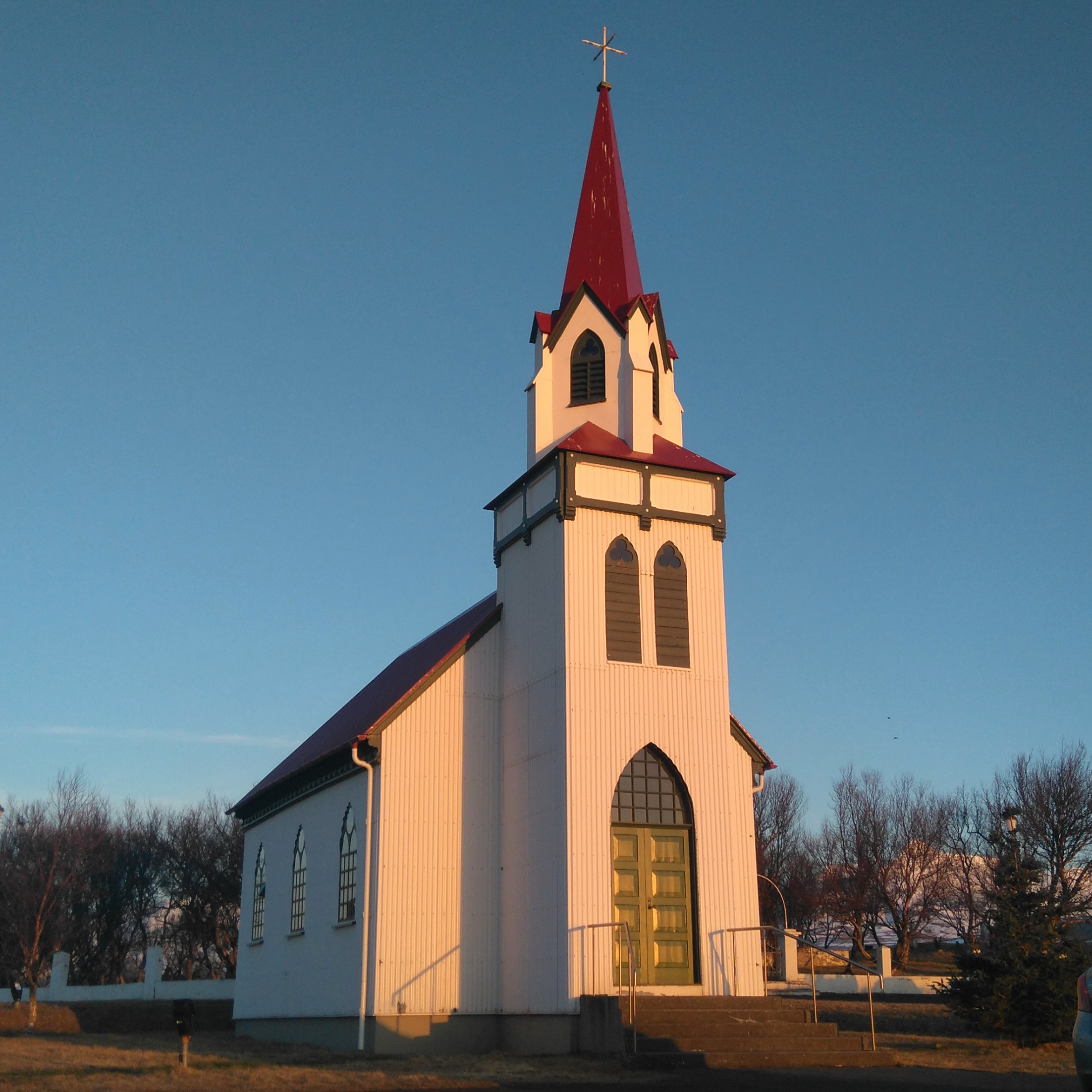
Хваннейраркиркья
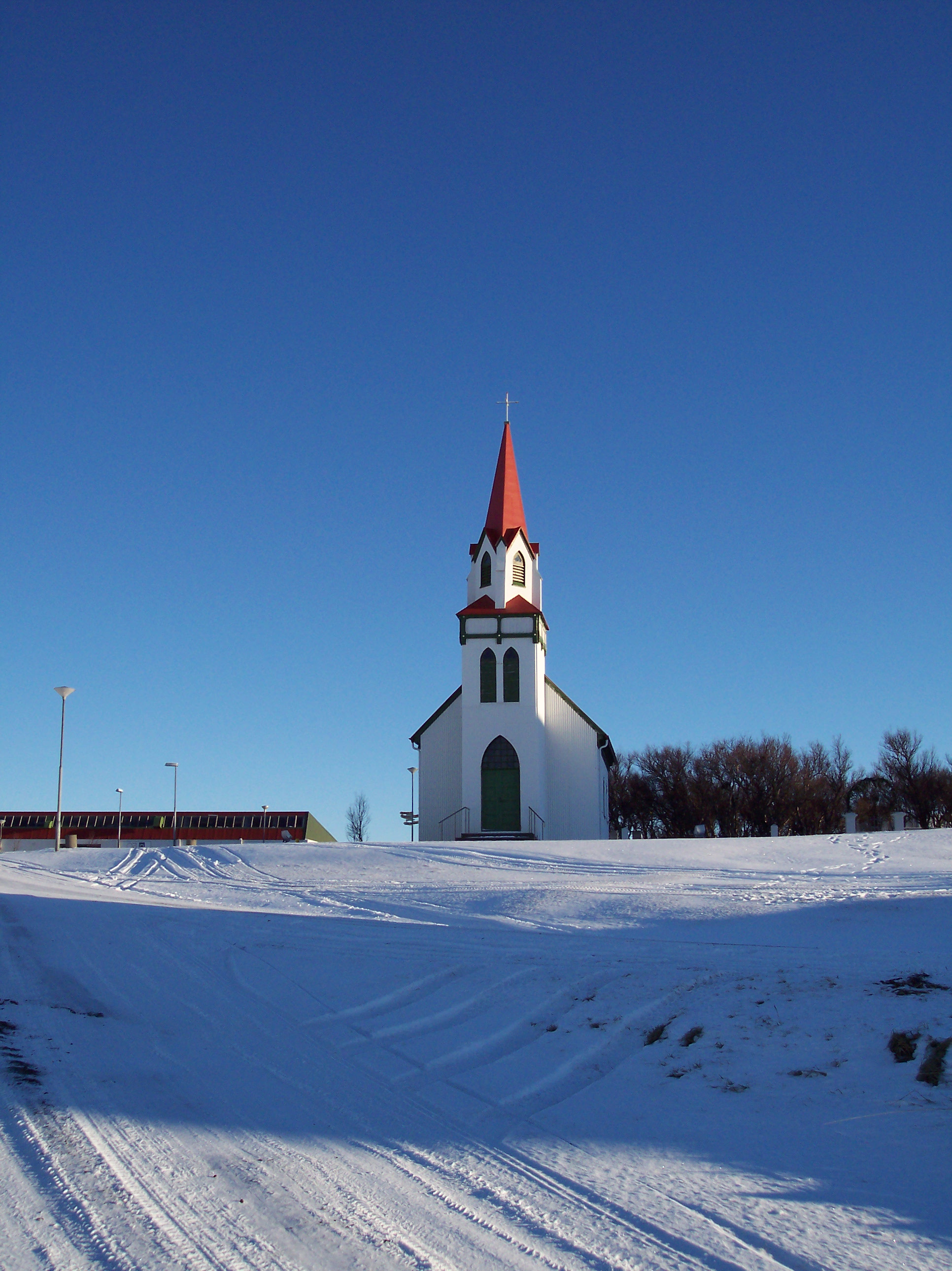
Хваннейраркиркья зимой
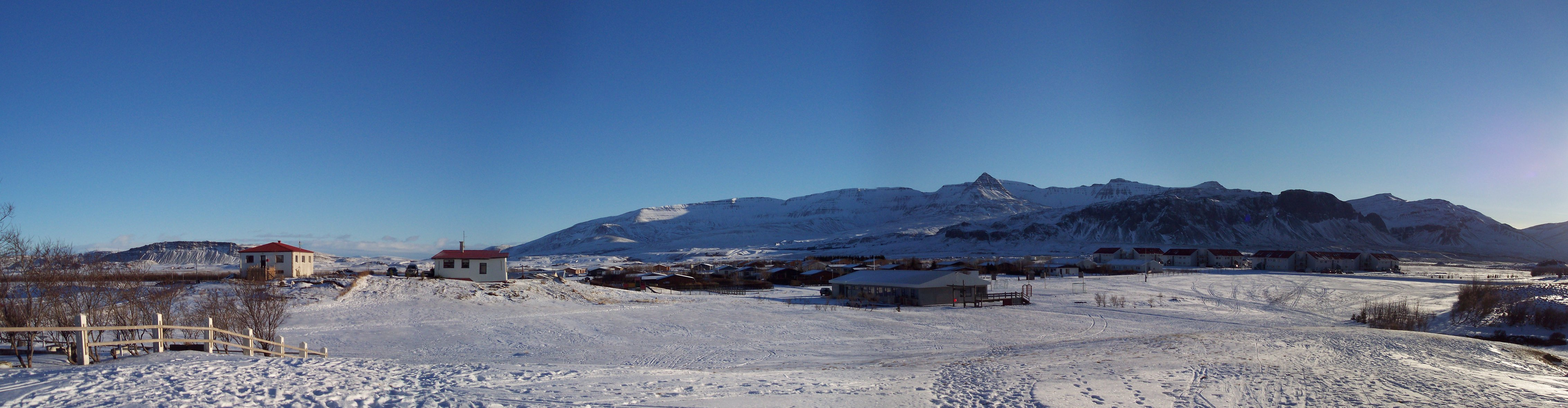
Панорама Хваннейри
Вид на территорию Хванейри с горы Хабнафьятль
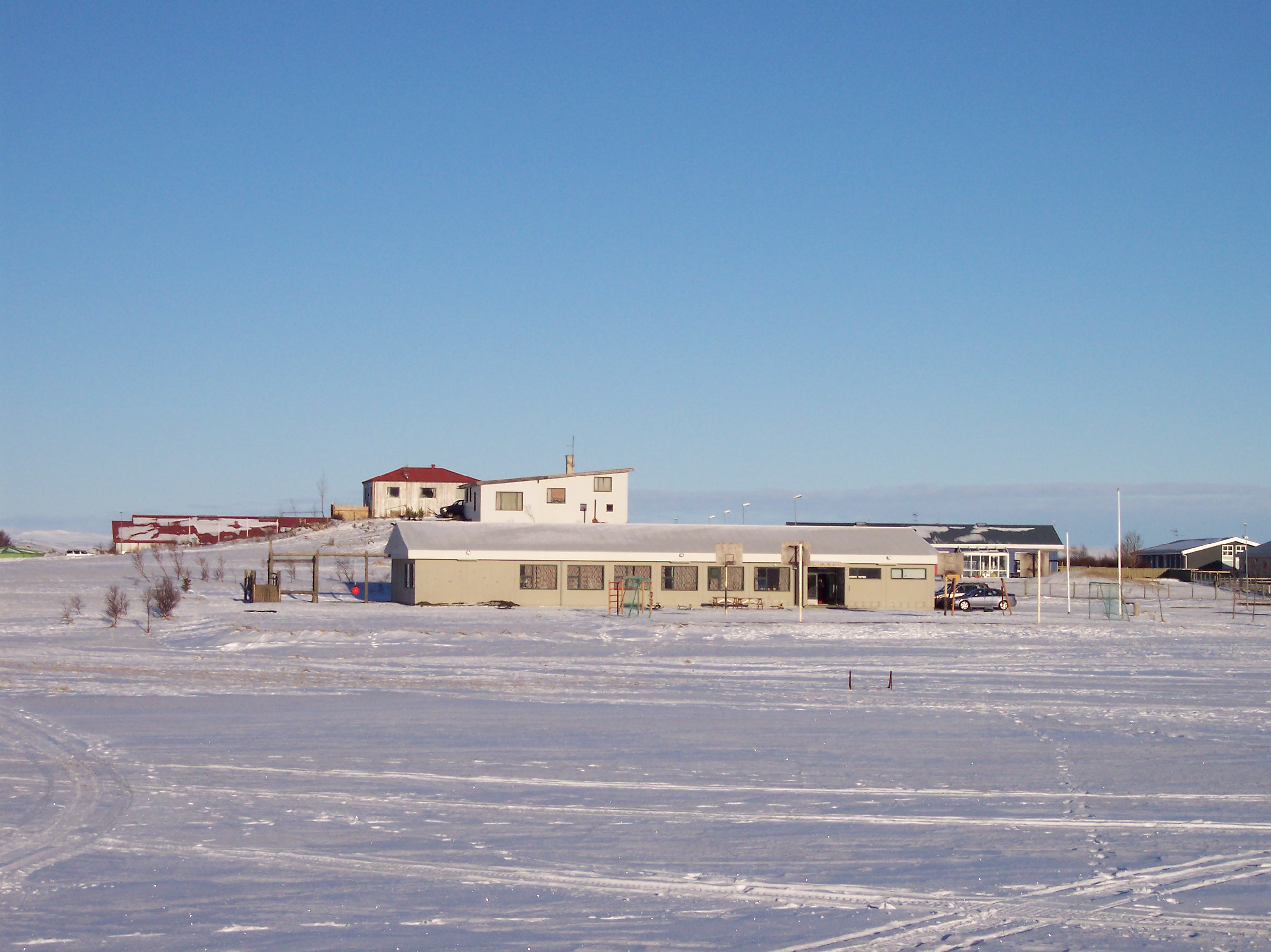
Школа в Хваннейри
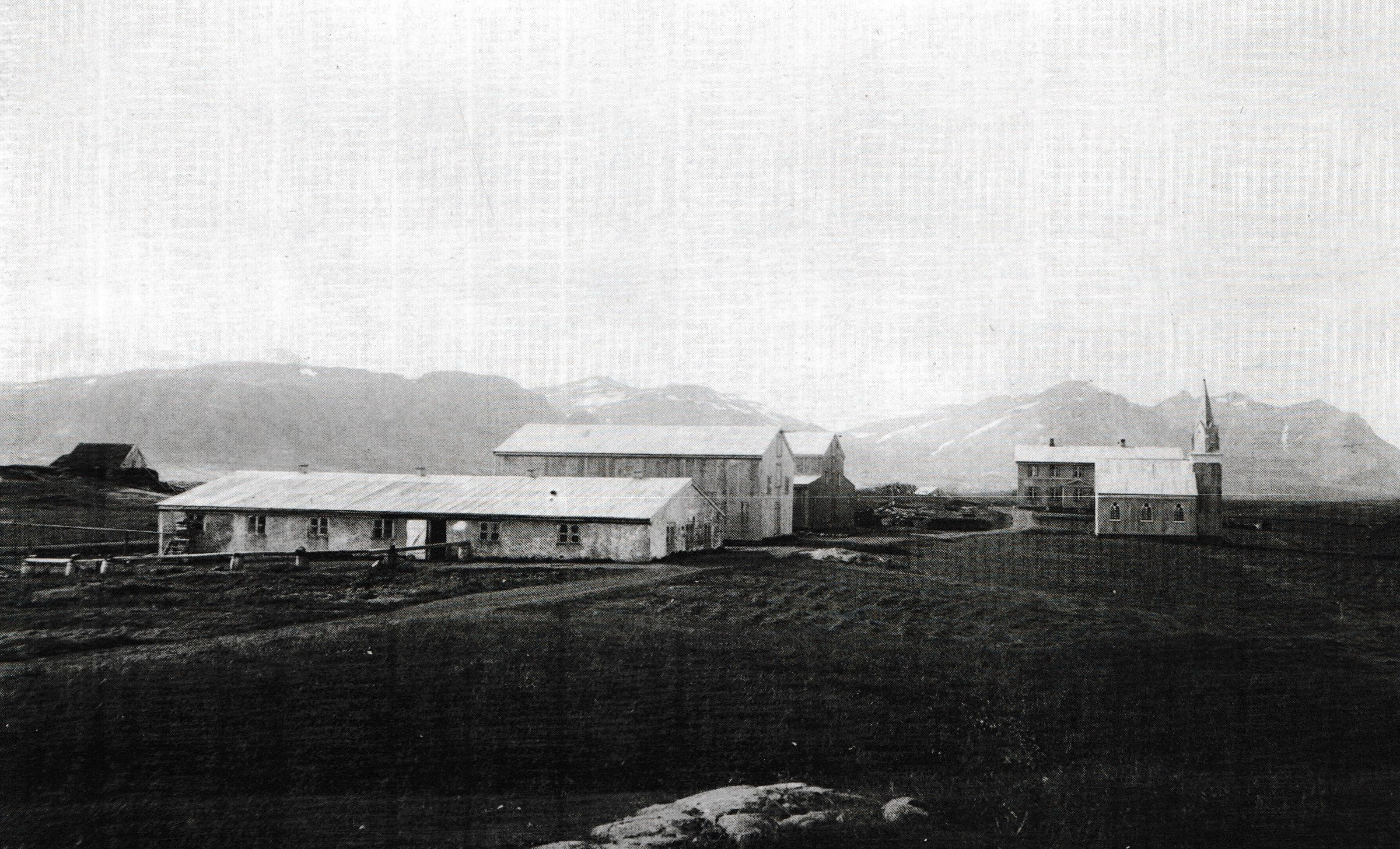
Вид на город Хваннейри и новопостроенную церковь, 1906 год